# Росток (сеньория)

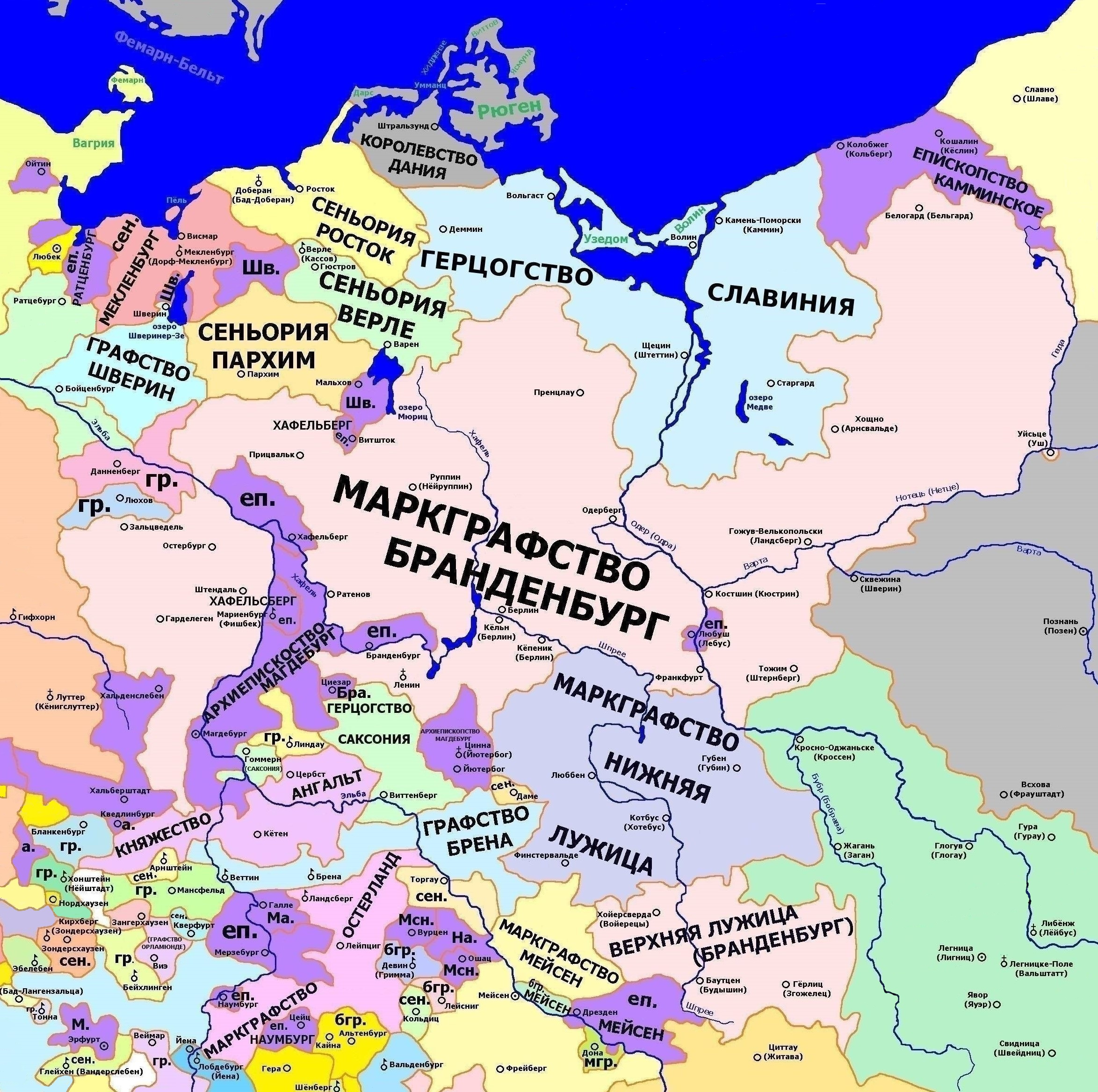
Росток (сеньория)

Барония Росток (нем. Herrschaft Rostock) — средневековое феодальное владение, существовавшее на территориях современных городов и коммунн Росток, Кессин, Крёпелин, Бад-Доберан, Рибниц-Дамгартен, Марлов, Бад-Зюльце и Тессин в германской земле Мекленбург-Передняя Померания.
Ростокская сеньория возникло в результате Первого раздела Мекленбурга между четырьмя сыновьями Генриха Борвина II (умершего в 1226 году). Ростокские земли получил Генрих Борвин III; в 1236 году он присоединил к ним Гнойен и Нойкален.
После нескольких неудачных попыток мекленбургских княжеств Верле и Мекленбурга захватить контроль над Ростоком, в 1300 году князь Николай отдал свою страну под защиту короля Дании Эрика VI. Однако, успешно защитив себя, он стал владельцем Ростокской сеньории. Ещё в 1311 г. единоличный князь Мекленбурга Генрих II попытался снова взять город Росток, что ему удалось сделать 15 декабря 1312 года. В 1314 году Николай умер низложенным и не оставившим наследников. 21 мая 1323 г. Мекленбург заключил мир с датским королем Кристофером II, получив от Дании в качестве наследственных феодальных владений сеньории Росток, Гнойен и Шван.

## Правители Ростока
- 1227—1277: Генрих Борвин III
- 1277—1282: Вальдемар
- 1282—1314: Николай